# Isabella Neven DuMont
Isabella Neven DuMont (* 22. April 1968) ist eine deutsche Journalistin, Unternehmerin und Zeitungsverlegerin.

## Familie
Isabella Neven DuMont ist eine Tochter des Zeitungsverlegers Alfred Neven DuMont und seiner Ehefrau Hedwig geb. Prinzessin von Auersperg. Sie hat zwei Geschwister; die beiden Brüder Markus Neven DuMont (auch Spiridon Neven DuMont * 1967; † 1995) und Konstantin Neven DuMont. Sie ist seit 2008 mit Stefan Vornholt verheiratet und hat zwei Kinder.

## Ausbildung und Beruf
Nach ihrem Abitur, das sie 1987 an der Odenwaldschule ablegte, studierte sie an der FH Köln Betriebswirtschaft. Während und nach ihrem – nicht abgeschlossenen – Studium arbeitete sie als Journalistin für verschiedene Pferde-Zeitschriften; von 1993 bis 2003 auch als Chefredakteurin. Nach Angaben des Verlages M. DuMont Schauberg hat sie 1989 am Magazin Impulse mitgearbeitet.
Von 2006 bis zum Frühjahr 2011 hatte Neven DuMont die Leitung des Veranstaltungsforums „studio dumont“ in Köln inne.
2009 eröffnete sie einen Hochseilgarten in Odenthal und betreibt diesen als geschäftsführende Gesellschafterin.
Zum 1. März 2011 nahm Isabella Neven DuMont die Position eines Vorstandsmitglieds der Mediengruppe M. DuMont Schauberg ein. An dieser Stelle vertrat ihr Bruder Konstantin bis zum Dezember 2010 die Interessen der Familie. Die Berufung erfolgte überraschend, nachdem ihr Bruder abberufen wurde. Isabella Neven DuMont war bislang niemals öffentlich im Verlagsgeschäft ihrer Familie in Erscheinung getreten.

## Veröffentlichungen
- Faszination Araber (mit Lida Jahn-Micek), Urania Verlag, 1999, ISBN 978-3-332-01004-6
- Arabische Pferde. Das Rassehandbuch, Cadmos Verlag, 1997, ISBN 978-3-86127-319-6